# Star Air (Indonésie)
 (novembre 2019).
Si vous disposez d'ouvrages ou d'articles de référence ou si vous connaissez des sites web de qualité traitant du thème abordé ici, merci de compléter l'article en donnant les références utiles à sa vérifiabilité et en les liant à la section « Notes et références ».
Pour l’article homonyme, voir Star Air (Inde).
Star Air était une compagnie aérienne indonésienne.

## Histoire
La compagnie aérienne a été créée en 2000, une période au cours de laquelle des compagnies privées ont vu le jour en Indonésie après que le gouvernement a annoncé la déréglementation des compagnies aériennes dans ce pays. Cependant, comme d'autres compagnies aériennes privées indonésiennes (un total de 11 transporteurs), la licence de Star Air a été révoquée par le gouvernement en 2008 en raison de l'inactivité.

## Flotte
- 2 Boeing 737-200
- 2 MD-82
- 1 MD-83

## Sources
- (en) Cet article est partiellement ou en totalité issu de l’article de Wikipédia en anglais intitulé « Star Air (Indonesia) » (voir la liste des auteurs).